# Luc Plamondon
Luc Plamondon (Saint-Raymond-de-Portneuf, 2 marzo 1942) è un paroliere e compositore canadese, noto in Italia soprattutto per aver collaborato con il cantautore Riccardo Cocciante nella realizzazione dell'opera musicale Notre Dame de Paris.

## Biografia

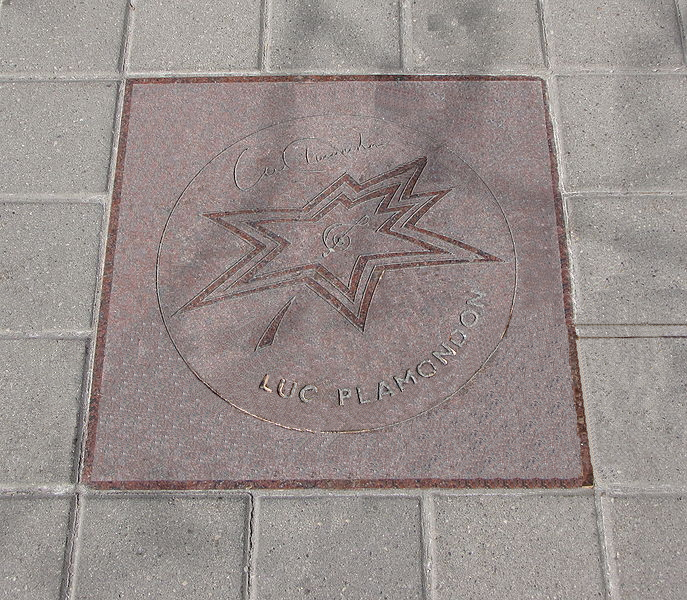
La stella di Luc Plamondon a Toronto.

Canadese di lingua francese, popolarissimo nel Québec, studia pianoforte e materie classiche presso il Petit Séminaire de Québec. Portato sia per la pittura che per le lettere, sarà a lungo indeciso se seguire l'attività di pittore o quella di paroliere. Sceglierà la seconda strada dopo aver assistito alla rappresentazione del musical americano Hair.
Negli anni settanta realizza testi per numerosi cantanti canadesi ed europei, quali Julien Clerc, Nicole Croisille, Françoise Hardy, Johnny Hallyday, Diane Dufresne, Riccardo Cocciante, Claude Dubois, Nicole Martin, Renée Claude, Emmanuëlle, Robert Charlebois, Pierre Bertrand, Fabienne Thibeault, Nanette Workman, Martine St-Clair, Diane Tell, Ginette Reno, Julie Arel, Donald Lautrec, Petula Clark, Catherine Lara, Monique Leyrac e Marie Denise Pelletier.
Il suo primo successo giunge nel 1970 con Les Chemins d'été, scritta su musica di André Gagnon e cantata da Steve Fiset.
A partire dal 1976, inizia la sua collaborazione con il compositore Michel Berger con la realizzazione dell'opera rock Starmania.
Negli anni ottanta scrive Lily Passion insieme all'artista francese Barbara.
Nel 1982 scrive la sua prima canzone per Céline Dion, Le piano fantôme.
Nel 1990 realizza i testi di La Légende de Jimmy, su musiche di Berger, mandata in scena a Parigi per sei mesi consecutivi e successivamente nel 1991 in Canada a Montréal e a Québec, senza però ripetere lo stesso successo di Starmania.
Nel 1991 realizza Dion chante Plamondon (Dion canta Plamonton), nel quale Céline Dion interpreta le sue canzoni. In Francia l'album sarà reintitolato Des mots qui sonnent ("Parole che suonano").
Guy Cloutier nel 1995 gli dedica l'album doppio Les grandes chansons de Luc Plamondon - 25 ans de succès, 25 chansons.
Nel 1998, con il cantautore italo-francese Riccardo Cocciante, scrive il suo capolavoro, l'opera musicale Notre-Dame de Paris che debutta a settembre al Palais des Congrès di Parigi. Lo spettacolo ottiene un successo talmente strepitoso e senza precedenti che l'opera è proposta in tutto il mondo, con rappresentazioni in Corea del Sud, Belgio, Svizzera, Canada, Russia, Germania, Bielorussia, Spagna, Repubblica Ceca, Italia, Gran Bretagna e Stati Uniti.
Vive nella cittadina di Montreux in Svizzera, dove presiede il Freddie Mercury Live Music Awards.
Sebbene la sua musica contenga molti anglicismi e abbia accettato dei riconoscimenti dalle istituzioni canadesi, Plamondon è un nazionalista francofono e un sostenitore dell'indipendenza del Québec. Si oppone fieramente alla pirateria informatica.
Suo fratello Louis è un membro della Camera dei comuni canadese.

## Onorificenze
- 2003 - Allée des célébrités canadiennes